# Karabas.com
Karabas.com — вебсайт та агентство з продажу квитків на розважальні заходи: концерти, шоу, театральні постановки, циркові вистави, фестивалі тощо. Засновник і власник підприємства Максим Плахтій.

## Історія
Засноване 2010 року, у 2012 році агентство стало частиною російської корпорації Kassir.ru, найбільшого квиткового ритейлера Росії, який входить у холдинг PMI, власником якого є Євген Фінкельштейн. У 2013 році для продюсування український артистів, побудови великого концертного майданчика в Києві було створене ТОВ «БА Карабас», до якого було передане операційного управління Karabas.com. Після подій у 2014 році договір було розірвано, співробітництво припинене. Подальше операційне управління бізнесом здійснює ТОВ «КРБС», яке засноване у 2017 році.
Містить базу подій та анонсів, включаючи гастролі світових зірок, поп- та рок-гуртів.
На початок 2014 продало понад 2 мільярди квитків на більш ніж десять тисяч таких заходів. На цей період підприємство об'єднувало 131 касу в 34 містах України і реалізовувало 90 % усіх електронних квитків в Україні.